# ستوچک (شهرستان ونگروف)
ستوچک (به لهستانی:  Stoczek) یک روستا در لهستان است که در گمینا ستوچک واقع شده‌است. ستوچک ۸۹۰ نفر جمعیت دارد.